# Cory Hightower
Cory Hightower (Flint, 30 luglio 1979) è un ex cestista statunitense, professionista nella CBA e nella LPB, oltre che nella USBL.

## Carriera
È stato selezionato dai San Antonio Spurs al secondo giro del Draft NBA 2000 (54ª scelta assoluta).

## Palmarès
- 2 volte All-USBL Second Team (2002, 2007)